# Tomáš Hellebrandt
Tomáš Hellebrandt (* 7. dubna 1982 Žilina) je slovenský ekonom a politik, v letech 2023 až 2024 poslanec Národní rady SR za Progresívne Slovensko.

## Život
Ačkoliv se narodil v roce 1982 v Žilině, v roce 1993 se jeho rodina odstěhovala do Dubaje. Vystudoval ekonomii na Oxfordské univerzitě, vedle toho studoval také na London School of Economics. Po studiích pracoval v Bank of England a v think-tanku Peterson Institute for International Economics ve Washingtonu D. C. v USA.

### Politické působení
Po svém návratu do vlasti pracoval v letech 2017 až 2022 na ministerstvu financí, nicméně funkci opustil poté, co někdejšího ministra Igora Matoviče obvinil ze spolupráce s fašisty. V listopadu 2022 se stal členem Progesivního Slovenska, stal se jeho ekonomickým expertem a v řadách hnutí poté kandidoval v parlamentních volbách na Slovensku v roce 2023 na 25. místě jeho kandidátní listiny. V průběhu volební kampaně o něm šířil neonacista Daniel Bombic dezinformaci, že Hellebrandt zemřel po vakcinaci proti covidu-19. Hellebrandt byl nicméně se ziskem 13 194 hlasů zvolen poslancem Národní rady, během inaugurace měl na své bundě umístěnou stuhu v barvách duhy.
Hellebrandt se přibližině v roce 2008 nakazil virem HIV. Při své návštěvě Fakultní nemocnice v Žilině však tuto skutečnost zatajil, v důsledku čehož na něj nemocnice podala trestní oznámení kvůli podezření z ohrožení personálu nemocnice, který byl podle jejího vyjádření ohrožen nákazou. Zajímavostí přitom je, že jako první informaci do médií rozšířil někdejší premiér Slovenska Robert Fico, přičemž není jasné, odkud Fico informaci získal. Předseda hnutí Michal Šimečka uvedl, že se Robert Fico mohl dopustit trestného činu zneužití pravomoci veřejného činitele. Slovenský ministr zdravotnictví Erik Tomáš ke kauze později uvedl, že Hellebrandt ohrozil na životě jednu z zdravotních sester. V únoru 2024 tak Hellebrandt rezignoval na mandát poslance Národní rady. Jeho náhradníkem se stal Richard Dubovický.
Je členem LGBT komunity a jedním z mála slovenských politiků, kteří se otevřeně k členství v této komunitě hlásí.